# NGC 1380
NGC 1380 ist eine linsenförmige Galaxie vom Hubble-Typ SB0 im Sternbild Fornax am Südsternhimmel. Sie ist schätzungsweise 79 Millionen Lichtjahre von der Milchstraße entfernt und hat einen Durchmesser von etwa 100.000 Lichtjahren. Unter der Katalogbezeichnung FCC 167 ist sie als Mitglied des Fornax-Galaxienhaufens gelistet.
Im selben Himmelsareal befinden sich u. a. die Galaxien NGC 1374, NGC 1375, NGC 1381, NGC 1382.
NGC 1380 wurde am 2. September 1826 von dem schottischen Astronomen James Dunlop entdeckt.